# Cmentarz wojenny w Jarosławiu
Cmentarz wojenny w Jarosławiu z okresu I wojny światowej.
Powstał w 1915 roku przy ulicy Pruchnickiej. Podczas bitwy Jarosławskiej 15 maja 1915 roku, wojska pruskie i austriackie wyparły z Jarosławia Rosjan. Sukces militarny okupiony został setkami zabitych i rannych. Urządzony został wówczas cmentarz wojskowy, w miejscu dawnego cmentarza cholerycznego na wzniesieniu zwanym „Widna”. Założony przez Oddział Grobów Wojennych w Przemyślu, zawiera prochy poległych i zmarłych od ran żołnierzy państw centralnych. Charakterystycznym i zarazem dominującym elementem cmentarza był kamienny pomnik, usytuowany w jego zachodniej części. Monument około czterometrowej wysokości zwieńczony był wznoszącym się do lotu orłem odlanym z brązu, trzymającym w szponach drzewce ze sztandarem. Ceramiczne tablice, którymi oznaczono mogiły wytwarzane były w cegielni książąt Czartoryskich w pobliskim Szówsku. Zieleń cmentarna, rosnąca przy ogrodzeniu i głównej alei, tworzyły szpaler z dębów, wierzb, topoli i lip. W 1947 roku postanowiono urządzić na miejscu cmentarz wojenny dla poległych żołnierzy Armii Czerwonej. Za murem, przy bramie wjazdowej, usytuowano nieduży murowany budynek, mieszczący biuro i stróżówkę.